# Acanthagrion chacoense
Acanthagrion chacoense е вид насекомо от семейство Coenagrionidae. Видът е незастрашен от изчезване.

## Разпространение
Разпространен е в Боливия, Бразилия, Венецуела и Перу.